# Arturo Fernández Rodríguez
Pour les articles homonymes, voir Arturo Fernández.
Arturo Fernández Rodríguez, né le 21 février 1929 à Gijón (Asturies) et mort le 4 juillet 2019 à Madrid, est un acteur espagnol.

## Biographie
Arturo Fernańdez Rodríguez est né le 21 février 1929 à Gijon, dans les Asturies. Il commence une carrière professionnelle en tant que boxeur, où il a gagné le surnom de "Le tigre des pieux". En 1952, il sert dans l'armée à Logroño. Cet été-là, il réalise une escalade dans les rochers de Viguera, dormant un mois dans les écoles de cette ville.
Arturo Fernández Rodríguez s'est illustré principalement au théâtre, mais il a également tenu des rôles au cinéma et à la télévision. Sa passion pour l'architecture technique est remarquable. Il est un ami de Gabino de Lorenzo, ancien maire d'Oviedo et actuel directeur du gouvernement de la principauté des Asturies. Arturo Fernández Rodríguez a soutenu et participé aux réunions du Partido Popular. 
En 2003 et en 2011, il reçoit le prix Micrófono de Oro (microphone d'or), décerné par la Fédération espagnole des associations de radio et de télévision. En 2003, il reçoit la médaille d'or du mérite des beaux-arts par le ministère de l'Éducation, de la Culture et des Sports.
Arturo Fernández Rodríguez meurt le 4 juillet 2019 à Madrid,.

### Vie privée
Il épouse Isabel Sensat de Catalan à San Vicente de Montalt le 21 mars 1967, ils se séparent en 1978. Le couple a trois enfants : Maria Isabel (1968), Arturo (1970) et Maria Dolores "Boby" (1975).

## Filmographie
- 1954 : Le Baiser de Judas (El beso de Judas) de Rafael Gil : Jacques
- 1962 : Las chicas de la Cruz Roja de Rafael J. Salvia : Ernesto